# Kullavikskyrkan

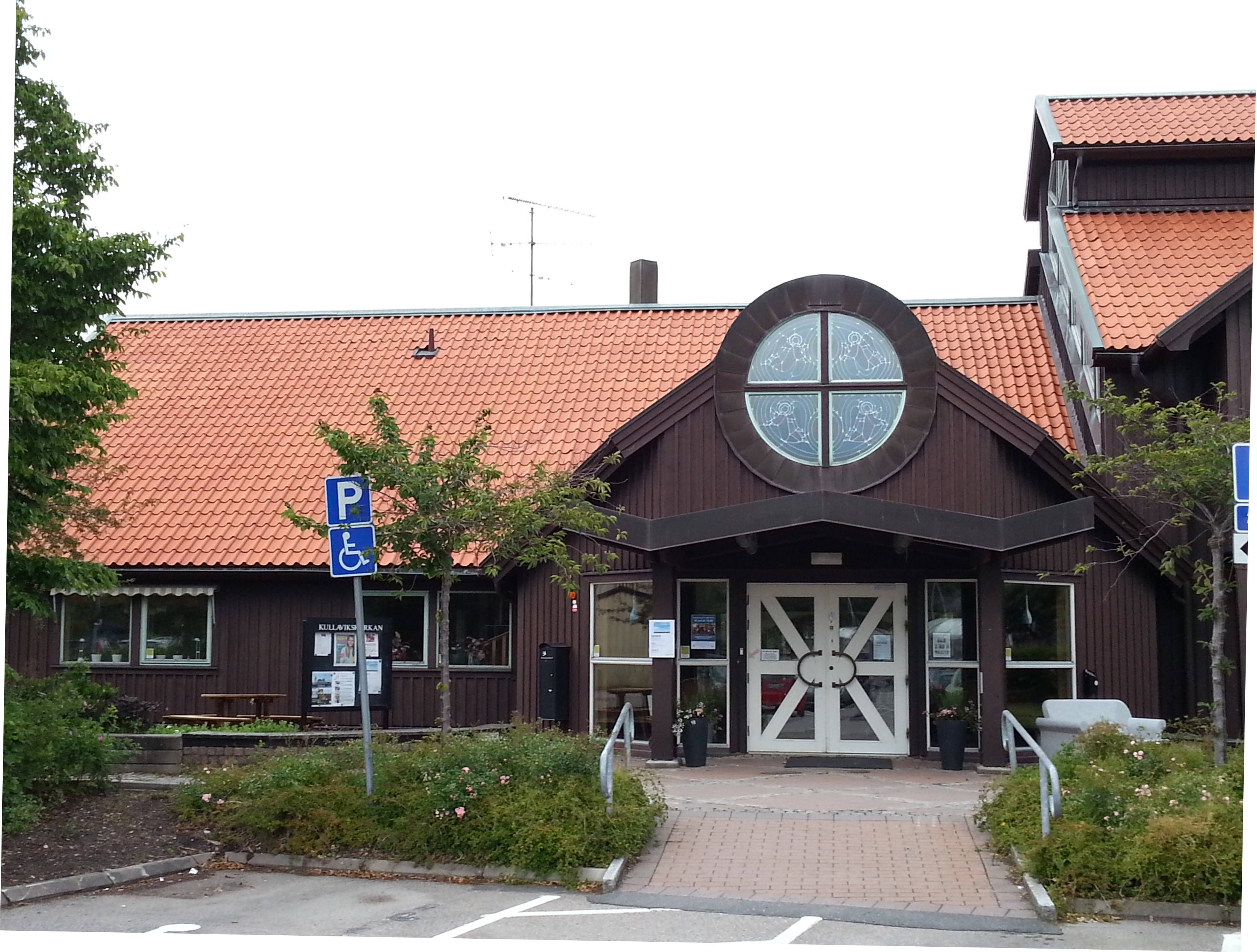
Entrén till kyrkan

Kullavikskyrkan är en kyrkobyggnad vid norra änden av Kullaviks centrum i Kungsbacka kommun. Den tillhör sedan 2015 Kullaviks församling (tidigare Släps församling) i Göteborgs stift.

## Kyrkobyggnaden
Kyrkan uppfördes 1983 efter ritningar av arkitekt Arne Nygård och invigdes samma år på Jungfru Marie bebådelsedag. En tillbyggnad genomfördes 2003. Byggnadskomplexet består av kyrksal i öster och sakristia i norr. I mitten finns entréhall och samlingssal. I västra delen finns kök, grupprum, barnrum samt förskola. Byggnaden vilar på en sockel av betong och har  ytterväggar med brunmålad stående locklistpanel. Taken är belagda med rött enkupigt lertegel.

## Inventarier
- Krucifix och Mariabild är utförda av Eva Spångberg.
- En ambo av orangebrun betsad furu har en fisksymbol inristad i fronten.
- Kullavikstuppen försvann hösten 2004. Två år senare stod tuppen utanför entrén med ett brev runt halsen. I brevet, som nu sitter inramat på en vägg i kyrkan, står det att han rest jorden runt för att bearbeta sin höjdskräck.

### Orgel
- Orgeln, med tio stämmor fördelade på två manualer och pedal, är byggd av Tostareds Kyrkorgelfabrik.[1]